# Richard Mulcahy
Richard James Mulcahy (en irlandès Risteárd Séamus Ó Maolchatha) (10 de maig de 1886 - 16 de desembre de 1971) va ser un polític irlandès, general de l'exèrcit i Comandant en Cap, líder del Fine Gael i ministre. Va participar en l'Aixecament de Pasqua de 1916 i va ser Cap de l'Estat Major de l'IRA durant la Guerra de la Independència i comandant de les forces pro-tractat durant la guerra civil.